# Ehrenfest-Tolmanov pojav
Ehrenfest-Tolmanov pojav (znan tudi kot Tolman-Ehrenfestov pojav) je pojav pri katerem temperatura ni konstantna v prostoru (v stacionarnem gravitacijskem polju) pri toplotnem ravnovesju in se spreminja z ukrivljenostjo prostor-časa. Pojav sta leta 1930 raziskovala Richard Chace Tolman in Paul Ehrenfest. Pojav je še posebej odvisen od metrike prostor-časa. V stacionarnem prostor-času s časovnim Killingovim vektorskim poljem {\displaystyle \xi \,} za temperaturo {\displaystyle T\,} velja Tolman-Ehrenfestova zveza:
{\displaystyle T\,\|\xi \|=\mathrm {konst.} \!\,,}
kjer je:
{\displaystyle \|\xi \|={\sqrt {g_{ab}\xi ^{a}\xi ^{b}}}\!\,}
prostor-časovna norma {\displaystyle \xi \,}. Ta zveza vodi do koncepta toplotnega časa, ki naj bi bil možna osnova za polno splošno-relativistično termodinamiko. Ehrenfest-Tolmanov pojav se lahko izpelje s pomočjo rabe načela ekvivalentnosti pri konceptu, da je temperatura stopnja toplotnega časa glede na lastni čas.